# Белмонт (Вісконсин)
Белмонт (англ. Belmont) — селище (англ. village) в США, в окрузі Лафаєтт штату Вісконсин. Населення — 989 осіб (2020).

## Географія
Белмонт розташований за координатами 42°44′17″ пн. ш. 90°20′5″ зх. д. / 42.73806° пн. ш. 90.33472° зх. д. (42.738007, -90.334586).  За даними Бюро перепису населення США в 2010 році селище мало площу 2,27 км², уся площа — суходіл.

## Демографія
Згідно з переписом 2010 року, у селищі мешкало 986 осіб у 439 домогосподарствах у складі 279 родин. Густота населення становила 434 особи/км².  Було 454 помешкання (200/км²).
Расовий склад населення:
| - 98,8 % — білих - 0,2 % — чорних або афроамериканців - 0,2 % — азіатів |

До двох чи більше рас належало 0,7 %. Частка іспаномовних становила 0,7 % від усіх жителів.
За віковим діапазоном населення розподілялося таким чином: 23,3 % — особи молодші 18 років, 58,7 % — особи у віці 18—64 років, 18,0 % — особи у віці 65 років та старші. Медіана віку мешканця становила 39,8 року. На 100 осіб жіночої статі у селищі припадало 89,3 чоловіків;  на 100 жінок у віці від 18 років та старших — 93,4 чоловіків також старших 18 років.
Середній дохід на одне домашнє господарство  становив 50 858 доларів США (медіана — 46 534), а середній дохід на одну сім'ю — 59 887 доларів (медіана — 54 125). Медіана доходів становила 40 259 доларів для чоловіків та 29 375 доларів для жінок. За межею бідності перебувало 8,6 % осіб, у тому числі 10,2 % дітей у віці до 18 років та 13,8 % осіб у віці 65 років та старших.
Цивільне працевлаштоване населення становило 578 осіб. Основні галузі зайнятості: виробництво — 28,4 %, освіта, охорона здоров'я та соціальна допомога — 21,8 %, роздрібна торгівля — 14,9 %.